# Estación de Can Feu-Gracia
Can Feu | Gracia es una estación de ferrocarril suburbano de la línea S2 perteneciente a la línea Barcelona-Vallès de FGC situada en el este de Sabadell. Fue inaugurada el 12 de septiembre de 2016 por el presidente de la Generalidad de Cataluña.
Además de ésta, el municipio de Sabadell tiene otra estación (Sabadell - Plaza Mayor) de la línea Barcelona-Vallés de los FGC y tres estaciones de Cercanías de Renfe: Sabadell Sur, Sabadell Centro y Sabadell Norte. En 2018 registró un tráfico de 598 562 usuarios

## Servicios ferroviarios
Se encuentra en el punto kilométrico 9,495 de la línea original de ancho internacional San Cugat-Sabadell (sin pasar por Universidad Autónoma), a 179 metros de altitud. El tramo es de vía doble y está electrificado.

## Historia
La línea tiene sus orígenes en la construcción del tendido ferroviario entre Barcelona y Sarriá por parte de la compañía del Ferrocarril Sarriá-Barcelona (FSB) en el primer tramo urbano, puesto en servicio en 1863, y en los Ferrocarriles de Cataluña en el tramo del Vallés, inaugurados entre 1916 y 1925. La estación original, en superficie, entró en servicio el 1 de junio de 1922, con la inauguración parcial del tramo San Cugat-Sabadell, con la denominación inicial de Sabadell Estació.
La estación sería terminal durante tres años, hasta que en 1925 se amplió la línea a Sabadell Rambla. Ésta fue la primera estación en llegar a Sabadell. Antiguamente la ubicación de esta estación era en superficie, y contaba con 4 vías y 3 andenes, denominándose Sabadell-Estació. Posteriormente fue soterrada, creándose un andén con una vía provisional, también en el exterior, que iba a la antigua estación de Sabadell Rambla y que fue remplazada debido a la proximidad con la estación de Sabadell - Plaza Mayor.
En 1993 se llevó a cabo una remodelación total de las instalaciones, modificando el trazado de las vías para la duplicación de la línea desde Bellaterra y construyendo un nuevo edificio de pasajeros, demoliendo el edificio original. En julio de 2013 se puso en servicio una estación provisional, durante el soterramiento y ampliación de la línea hasta Sabadell-Plaza Mayor. La estación provisional y el túnel de Sabadell Rambla fueron cerrados el 12 de septiembre de 2016. El mismo día se inauguró la nueva estación y el 13 de septiembre de 2016 entró en servicio la nueva estación de metro soterrada de Sabadell Estació, que a partir de entonces pasaría a llamarse Can Feu | Gracia.
En 2017, la S2 se prolongó hasta Sabadell-Parque del Norte, con las estaciones intermedias de Cruz Alta y Sabadell Norte. Esta última conecta con la línea R4 de Cercanías de Cataluña en la estación de Sabadell Norte de Adif. Posteriormente la S2 irá de Sabadell - Parque del Norte a Castellar del Vallés, sin fecha de apertura.

## La estación[6]
Inicialmente la estación operaría todos los servicios comerciales exclusivamente en vía 1 hasta conectar la vía 2 con la existente. La actual estación de Can Feu | Gràcia se encuentra en el subsuelo de  la antigua estación, entre Rambla Iberia y la Calle Reina Elionor. La estación tiene un solo acceso a través de la Calle Reina Elionor con el pasaje Fraser Lawton, que consta de escaleras fijas, una escalera mecánica ascendente y un ascensor. El acceso conduce al vestíbulo, donde hay máquinas expendedoras de billetes y barreras de control de accesos. Los trenes circulan por el nivel inferior, formado por las dos vías generales (vías 1 y 2) y una vía muerta a la izquierda de ellas (vía 4) conectadas por el lado de Barcelona. Hay dos andenes de 120 metros de largo, uno lateral de 5,5 m de ancho que sirve a la vía 1  y uno central de 6,5 m de ancho que sirve a las vías 2 y 4 . Cada una de los andenes se comunica con el vestíbulo por medio de una escalera mecánica, una escalera fija y un ascensor situado al final de la plataforma en el lado de Ca n'Oriac. En el otro extremo de cada andén hay una salida de emergencia que comunica directamente con la calle. La arquitectura de la estación es obra de David Viaplana y recuerda el estilo de la estación Europa | Feria de la línea Llobregat-Noya de FGC. La estación posee como peculiaridad arquitectónica la división longitudinal en dos mitades: el lado sur (vía 1) tiene acabados y elementos de color gris oscuro mientras que el lado norte tiene la obra civil a la vista (estilo brutalista) y elementos de gris claro.

## Servicios ferroviarios
El horario de la estación se puede descargar en el siguiente enlace. El plano de las líneas del Vallés en este enlace. El plano integrado de la red ferroviaria de Barcelona puede descargarse en este enlace.
| << cabecera                   | < estación  | línea | estación >             | cabecera >>               |
| ----------------------------- | ----------- | ----- | ---------------------- | ------------------------- |
| Línea Barcelona-Vallés de FGC |             |       |                        |                           |
| Barcelona-Plaza de Cataluña   | San Quirico |       | Sabadell - Plaza Mayor | Sabadell-Parque del Norte |

### Próximos años
Esta previsto que en la estación terminal de Sabadell-Parque del Norte se haga un pequeño desvío que en un futuro irá dirección a Castellar del Vallés. Esta será la tabla en el futuro de la S2 completada, pero no hay ninguna fecha indicada.
| << cabecera                   | < estación  | línea  | estación >             | cabecera >>               |
| ----------------------------- | ----------- | ------ | ---------------------- | ------------------------- |
| Línea Barcelona-Vallés de FGC |             |        |                        |                           |
| Barcelona-Plaza de Cataluña   | San Quirico |        | Sabadell - Plaza Mayor | Sabadell-Parque del Norte |
| Barcelona-Plaza de Cataluña   | San Quirico | (20??) | Sabadell - Plaza Mayor | Castellar del Vallés      |